# Berlin Alexanderplatz (film)
Berlin Alexanderplatz è un film del 1931, diretto da Phil Jutzi.
Il film è tratto dall'omonimo romanzo del 1929 di Alfred Döblin, che ne curò la sceneggiatura.

## Trama
Franz Biberkopf, ex operaio, esce di galera, e vuole ricominciare una vita onesta facendo il venditore ambulante. Conosce un truffatore di nome Reinhold, ma ciò nonostante non si fa coinvolgere e decide di percorrere un'altra strada. Biberkopf si lega sentimentalmente a una ragazza di nome Mieze. Reinhold tenta di sedurre la ragazza, ma non essendoci riuscito la strangola e la uccide. La polizia indaga sull'omicidio e seguendo una pista ben precisa, riesce ad impedire a Franz di uccidere l'assassino della sua ragazza. Reinhold viene arrestato e condannato a 15 anni di prigione, mentre Franz torna a fare nuovamente il mestiere di venditore ambulante.

## Produzione
Il film fu prodotto dall'Allianz Tonfilm GmbH.

## Distribuzione
Distribuito dalla Süd-Film, uscì nelle sale cinematografiche tedesche presentato in prima al Capitol di Berlino l'8 ottobre 1931.